# ناراتریپتان
ناراتریپتان (انگلیسی: Naratriptan) یک داروی تریپتان است که برای درمان سردردهای میگرنی به کار می‌رود. این دارو یک آگونیست انتخابی گیرنده 5-HT1 است.

## کاربرد پزشکی
ناراتریپتان برای درمان حملات حاد میگرن و علائم میگرن، از جمله سردردهای شدید و ضربان دار که گاهی با حالت تهوع و حساسیت به صدا یا نور همراه است، به کار می‌رود.

## عوارض جانبی
عوارض جانبی این دارو مانند سایر داروهای تریپتان است، با بروز عوارض جانبی گزارش شده کمتر از سوماتریپتان است و عوارض جانبی به ندرت اتفاق می‌افتد مگر در مواردی که بیش از ۲.۵ میلی‌گرم باشد. طبق یک بررسی سیستماتیک، خطر عوارض جانبی تریپتان نیز به طور کلی کم است. عوارض جانبی عبارتند از: احساس گرما/گرما، سرگیجه، خواب‌آلودگی، سوزن سوزن شدن دست‌ها یا پاها، حالت تهوع، خشکی دهان و بی‌ثباتی، درد/فشار قفسه سینه، درد/فشار گلو، نبض غیرمعمول سریع/آهسته/نامنظم و تغییرات ذهنی/خلق. سوزن سوزن شدن و سنگینی و احساس گرما/گرما مشخصه آگونیست‌های انتخابی 5-HT1 است.